# José Teodoro Soares
José Teodoro Soares (Reriutaba, 28 de dezembro de 1940 — Fortaleza, 18 de agosto de 2016),  também conhecido como Professor Teodoro, foi um professor, sociólogo, teólogo e político.
Foi por três vezes eleito deputado pelo estado do Ceará.

## Biografia
José Teodoro Soares nasceu em 28 de dezembro de 1940, filho de Agrípio Teodoro Soares e Maria Palmira Soares. Seu avô materno e homônimo, coronel José Teodoro Soares, fundou o município de Santa Cruz do Norte, hoje Reriutaba, em 25 de setembro de 1923, tendo sido seu primeiro prefeito. Seu pai fundou o antigo Partido Social Democrático (PSD) e foi prefeito da cidade de 1937 a 1945, no período do Estado Novo. Sua mãe exerceu, nessa época, grande influência social e religiosa na cidade. Casou-se em 1978 com a professora e historiadora Maria Norma Maia Soares que faleceu no dia 06/07/2014..

## Carreira acadêmica
Passou pelos Seminários São José, em Sobral, da Prainha, em Fortaleza e de Olinda-PE, onde terminou o Curso de Filosofia. Aos 22 anos, foi para Roma formando-se em Teologia na Universidade Gregoriana, época em que viveu os eventos do Concílio Vaticano II. Viveu o período do aggiornamento da Igreja, do Concílio Vaticano II, com a presença de cardeais, bispos de todo o mundo. Porém, não chegou a ordenar-se. 
Em 1966, mudou-se para Paris e licenciou-se em Ciências Políticas no Instituto de Ciências Políticas da Universidade de Paris e em Ciências Sociais pelo Instituto Católico de Paris. Ainda nessa cidade fez mestrado em Administração Pública no Instituto Internacional de Administração Pública. Em sua estada em Paris viveu a efervescência do movimento estudantil de maio de 1968, que marcou profundamente a sociedade francesa e mundial.
Na década de 1970, de volta ao Ceará, ingressou na Universidade Federal do Ceará (UFC), fazendo parte da equipe que implantou o curso de Ciências Sociais. Participou, juntamente com um grupo de professores de Brasília, liderado pelo professor Hélcio Ulhoa Saraiva, da implantação da Universidade Federal do Piauí. Foi morar na capital federal para participar do recém–criado Projeto Rondon. Trabalhou na Secretaria de Planejamento da Presidência da República na elaboração de projetos especiais, passando em seguida para a Secretaria de Modernização Administrativa ligada à Secretaria de Planejamento da Presidência da República. Foi convidado para colaborar no Ministério da Educação, onde exerceu as funções de subchefe de gabinete do ministro Eduardo Portela e de secretário geral adjunto dos ministros Rubens Ludwig e Esther de Figueiredo Ferraz. Em 1986, retornou para o Ceará para fazer parte da equipe de transição do primeiro governo de Tasso Jereissati. 
No ano seguinte, assumiu a reitoria da Universidade Regional do Cariri, a convite de seu criador, Martins Filho. 
Em 1990, assumiu a reitoria da Universidade Estadual Vale do Acaraú (UVA), em Sobral, onde ficou por 16 anos. Lá, estruturou a universidade para conseguir o reconhecimento pelo MEC. No período em que foi reitor, expandiu, multiplicou o número de cursos e de alunos da UVA que passou a funcionar nos três turnos e a contar com cursos importantes como Direito, Engenharia Civil e Enfermagem. 

## Carreira pública
Retornando ao Brasil ingressou na Universidade Federal do Ceará como professor adjunto, fazendo parte da equipe que implantou o Curso de Ciências Sociais, lecionando Sociologia concomitantemente na Escola de Serviço Social e na Faculdade de Filosofia de Fortaleza. Logo em seguida participou da implantação da Universidade Federal do Piauí, como professor adjunto, tornando-se chefe de gabinete do reitor. De Teresina foi para Brasília participar do recém-criado Projeto Rondon que buscava a integração de jovens universitários no trabalho com comunidades carentes e que se constituiu na maior movimentação de “tropas” (estudantes e professores) do País em tempo de paz.
Após 4 anos de Rondon, foi trabalhar na Secretaria de Planejamento da Presidência da República, na elaboração de projetos especiais, passando logo depois para a Secretaria de Modernização Administrativa da mesma pasta. Convidado para o Ministério da Educação, exerceu as funções de subchefe de gabinete e de secretário geral adjunto de três ministros. Acumulou, neste período, grande experiência sobre a realidade das universidades brasileiras.
Retornou ao Ceará para ser o primeiro reitor da recém-criada Universidade Regional do Cariri (Urca), organizando-a pedagógica e administrativamente. O ponto alto de sua gestão foi a realização de dois seminários internacionais sobre o padre Cícero Romão Batista, que se tornaram matéria-prima para a elaboração de vários livros sobre o santo de Juazeiro e para fundamentar o processo de sua reabilitação promovido pelo atual bispo da Diocese do Crato.
Em seguida foi designado reitor da Universidade Estadual Vale do Acaraú (UVA), em Sobral, exercendo a função por quatro mandatos sucessivos. Recebeu a UVA com 8 cursos de graduação, deixando-a com 22 e 2 mestrados. Nesse período, o reconhecimento da Universidade e, com o advento da nova LDB e a Década da Educação, iniciou um audacioso programa de graduação dos professores leigos do Estado por meio dos Cursos de Pedagogia em Regime Especial. Firmou parceria com a prefeitura de Reriutaba e em oito anos, praticamente erradicou a figura do professor leigo e levou a Uva a mais de 140 municípios cearenses, em um processo de interiorização do ensino superior jamais visto no País. Graças ao êxito do programa foi levado a outros Estados, foi levado a Sergipe, Paraíba, Pará, Rio Grande do Norte, Pernambuco, Maranhão, Goiás e Amapá, com resultados altamente positivos. Em sua gestão, a Uva assumiu a administração do Museu Diocesano de Sobral, criou o Memorial do Ensino Superior de Sobral (MESS) e colaborou com a prefeitura na instalação do Museu do Eclipse e do Museu MADI. Juntamente com outros ex-rondonistas, liderou a criação da Associação dos Rondonistas do Ceará, o ressurgimento, em forma de ONG, dos ideais do Projeto Rondon – hoje Instituto Projeto Rondon Ceará. Criou o Campus Avançado Marechal Rondon da UVA em Reriutaba, ponto de apoio para as atividades da Associação e dos estudantes, tanto da UVA como da UFC.
Recebeu da Assembleia Legislativa, em 2004, quando ainda reitor da UVA, a medalha “Otávio Lobo”, concedida ao educador ou instituição educacional que mais se destacou durante o ano. Após deixar a UVA, recebeu o título de Doutor Honoris causa, pelos relevantes serviços prestados à instituição. Foi membro titular de 5 academias.
Em 2006, cumprindo uma vocação antiga e com o estímulo de amigos e correligionários, candidato-me a deputado estadual pelo PSDB. A campanha foi o seguimento de minhas atividades, resumido na frase “Porque tudo é uma questão de educação”. Com 40.791 votos, conquistou uma cadeira na Assembleia Legislativa, onde continua com o propósito defendido na campanha: a militância sempre presente pelas causas da Educação.
Nas eleições de 2014, obteve 39.376 votos e foi reconduzido como deputado estadual pelo PSD à Assembleia Legislativa do Estado do Ceará. No dia dia 17 de março de 2015, assumiu a presidência da Universidade do Parlamento Cearense (Unipace). 
Faleceu em agosto de 2016.

## Livros com artigos sobre José Teodoro Soares
SANTOS, Arnaldo, org., Literatura crítica do Reitor Teodoro Soares, Expert Editora, Fortaleza, 2003.
BRUNO, Artur, org. Itinerário da formação de um educador, Ed. UVA, Fortaleza/Sobral, 2004.

## Livros de autoria e/ou organizados por José Teodoro Soares
1. EM NOME DO POVO, Fortaleza. Volume VI[11]. 2012. 92p.
2. EM NOME DO POVO, Fortaleza. Volume VII[12]. 2012. 210p.
3. EM NOME DO POVO, Fortaleza. Volume IX[13]. 2012. 148p.